# Skogssierratangara
Skogssierratangara (Phrygilus patagonicus) är en fågel i familjen tangaror inom ordningen tättingar.

## Utseende
Skogssierratangara är en vackert tecknad finkliknande tangara. Hanen har grått huvud och tydligt guldgult på ryggen. Honan och ungfågeln liknar gråhuvad sierratangara, men är gulare undertill och mustaschstrecken i ansiktet är svagare.

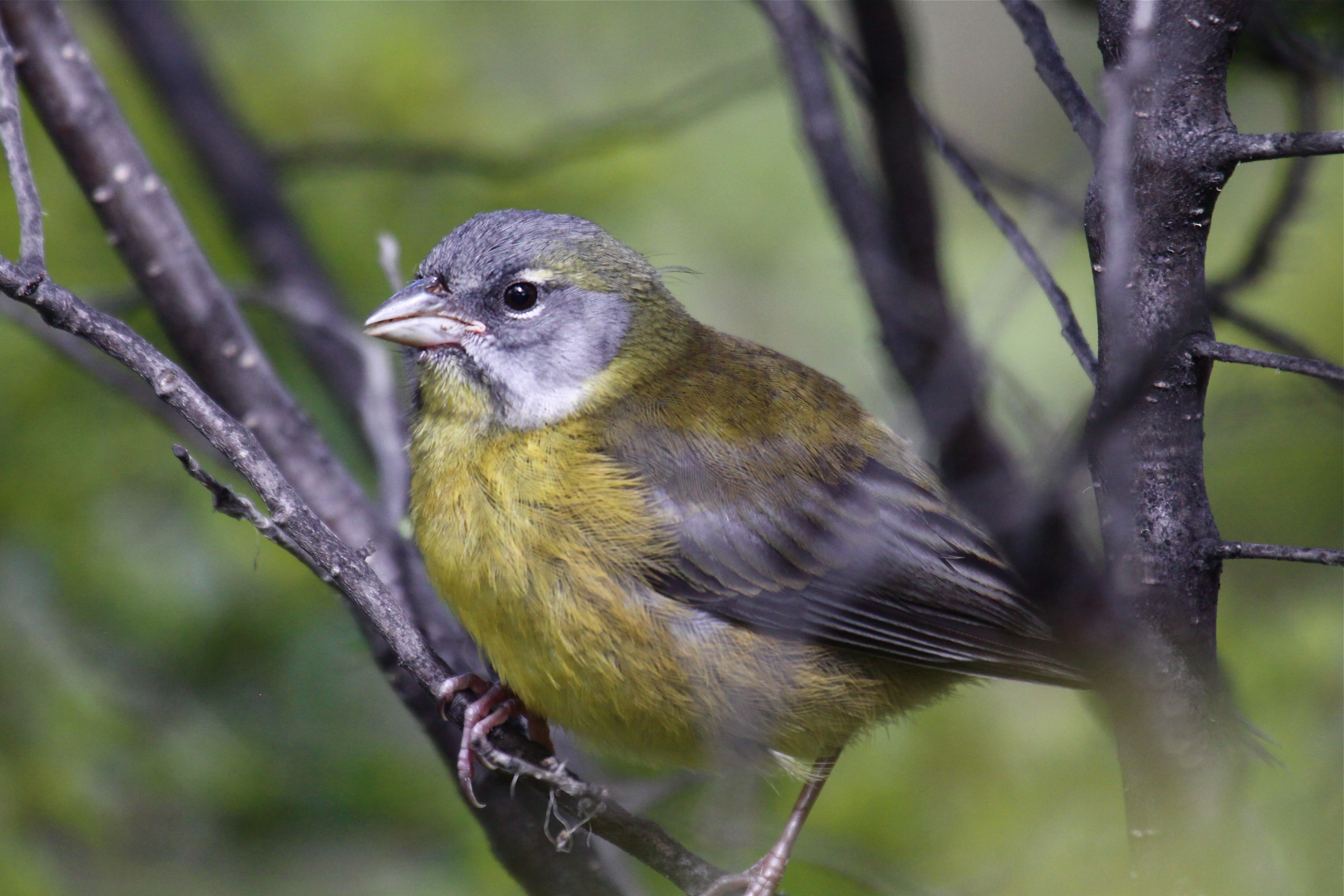
Hona.

## Utbredning och systematik
Fågeln förekommer från centrala Argentina och Chile till Tierra del Fuego. Den behandlas som monotypisk, det vill säga att den inte delas in i några underarter.

### Familjetillhörighet
Liksom andra finkliknande tangaror placerades denna art tidigare i familjen Emberizidae. Genetiska studier visar dock att den är en del av tangarorna.

## Levnadssätt
Skogssierratangaran är som namnet avslöjar en skogslevande fågel. Den ses ofta i grupper, framför allt vintertid. Fågeln födosöker på alla nivåer, från marken till högt uppe i träd.

## Status och hot
Arten har ett stort utbredningsområde, men tros minska i antal, dock inte tillräckligt kraftigt för att den ska betraktas som hotad. Internationella naturvårdsunionen IUCN listar arten som livskraftig (LC).